# Laitilan Wirvoitusjuomatehdas
Laitilan Wirvoitusjuomatehdas är ett bryggeri i Letala i sydvästra Finland. Bryggeriet tillverkar öl, främst av sorten Kukko, long drinkar och läskedrycker.
Laitilan Wirvoitusjuomatehdas grundades år 1995 och företaget bar fram till år 2006 namnet Fisutta Oy medan namnet Laitilan Wirvoitusjuomatehdas enbart användes som ett "försäljningsmärke". År 2006 ändrades dock bolagsnamnet från Fisutta Oy till Laitilan Wirvoitusjuomatehdas Oy.

## Ölsorter
- Kukko Pils III (4,5 %, Pilsner)
- Kukko Vahva Pils (5,5 %, Pilsner)
- Kukko Tumma III (4,5 %, dark)
- Kukko Lager III (4,7 %, Lager)
- Kukko Vaalea III Olut (4.7%, blond)
- Kukko Portteri (6,5 %, Porter)

## Alkoholfria drycker (läskedrycker)
- La Rita  (Apelsin)
- Lemonia  (Lime)
- Rio Cola (Cola)
- Rio Rita (Grape)
- Sitruunasooda  (Citron)
- Messina (blodapelsin)
- Le Pom (fruktblandning)
- Herra Hakkaraisen päärynälimonaadi (päron)
- Herra Hakkaraisen omenalimonaadi (äpple)
- Herra Hakkaraisen banaanilimonaadi (banan)
- Herra Hakkaraisen vadelmalimonaadi (hallon)